# Mount Gunner, Antarktis
Mount Gunner är ett berg i Antarktis. Det ligger i Östantarktis. Nya Zeeland gör anspråk på området. Toppen på Mount Gunner är 1 430 meter över havet.
Terrängen runt Mount Gunner är kuperad åt sydost, men åt nordväst är den bergig. Trakten är obefolkad. Det finns inga samhällen i närheten.